# Planoise
Planoise é uma recente área de Besançon situado a oeste da cidade, entre o Capitólio e o Planoise de Hauts de Chazal, e a fronteira com a cidade de Avanne-Aveney. Portanto, com 21000 habitantes (17% e 14% do parque habitacional) é o mais populoso município. Ele deixou a terra em 1960 o status de área urbanise prioridade (estado emissão em 18 de Novembro de 1960) e abrange mais de 50 origens culturais.

## História
As escavações na área encontraram uma presença humana desde o Neolítico. Um toque de objetos de pedra e vários comprova a presença de casa desde -3500 anos antes de Jesus Cristo. Na Idade Média, a área é uma área agrícola, produtora principalmente de trigo. Após a Segunda Guerra Mundial, é necessário reconstruir muitos edifícios. O site Planoise torna-se um do maior estaleiro em França no final de 1970 mais de 8.000 casas para fora da terra. Hoje Planoise tem mais de 20.700 habitantes

## Geografia
A área está localizada a sudoeste de Besançon, e que fazem fronteira com a vila de Avanne-Aveney. O local é cercado por duas colinas.

## Infraestrutura
- O Hospital
- A polícia
- Um forte datado de 1870
- Mesquita Al-Fath

## Demografia
| 1940 | 1950 | 1959 | 1962 | 1971 | 1977   | 1989   | 1990  | 1999  |
| ---- | ---- | ---- | ---- | ---- | ------ | ------ | ----- | ----- |
| 1000 | 800  | 100  | 0    | 7480 | 12.000 | 21.300 | 18489 | 21000 |